# William E. McEuen
William „Bill“ Eugene McEuen (* 1941 in Oakland, Kalifornien; † 24. September 2020 in Kona, Hawaii) war ein US-amerikanischer Filmproduzent und Musikproduzent, der 1978 für den Kurzfilm Ein Kellner wie der Gast ihn liebt für einen Oscar nominiert war.

## Leben
Neben seiner Tätigkeit als Filmproduzent war McEuen auch als Musikproduzent aktiv, besonders für die Country-Rock-Band Nitty Gritty Dirt Band, in der sein jüngerer Bruder John McEuen, Gründungsmitglied der Band, Banjo spielt. Er trat zudem als deren Manager auf. Mit der Band zusammen schrieb er acht ihrer Songs.
Zusammen mit Steve Martin, dessen Manager er ebenfalls war, gründete McEuen 1976 die Produktionsfirma Aspen Film Society, für die er auch als Produzent oder ausführender Produzent tätig war. McEuens erster Kurzfilm als Produzent Ein Kellner wie der Gast ihn liebt von 1977, in dem Steve Martin in einer der Hauptrollen besetzt war, erhielt eine Oscarnominierung. Thema des Films ist ein Ober, der alles falsch macht, was man nur falsch machen kann. Die Auszeichnung ging jedoch an Beverly Shaffer und Yuki Yoshida und ihren Film I’ll Find a Way, der eine Neunjährige begleitet, die sich nur auf Krücken fortbewegen kann. In der Filmkomödie Reichtum ist keine Schande von 1979 arbeitete McEuen erneut mit Steve Martin zusammen. Martin spielt dort einen liebenswürdigen, aber sehr naiven Mann, der in die Welt hinauszieht, um sein Glück zu finden. 
Auch in dem komödiantischen Mysterykrimi Tote tragen keine Karos von 1981 spielte Steve Martin die Hauptrolle. Diesmal gab er einen trotteligen Privatdetektiv, der in eine unübersichtliche Geschichte gerät, die er im Stile Philip Marlowes löst. In den Film sind zahlreiche Originalausschnitte alter Filme kunstvoll in die neue Handlung eingearbeitet worden. Die aberwitzige Groteske Der Mann mit zwei Gehirnen (1983) stellt eine weitere Zusammenarbeit zwischen McEuen und Steve Martin dar. Martin spielte einen Gehirnchirurgen, der sich in ein sprechendes Gehirn verliebt und dieses unbedingt in einen attraktiven Frauenkörper verpflanzen möchte. Eine Produktion, an der McEuen ebenfalls beteiligt war, war 1985 die abenteuerliche Filmkomödie Pee-Wee’s irre Abenteuer, in der der von Paul Reubens verkörperte Pee-Wee Herman nicht ohne sein Fahrrad sein kann. Ein weiterer Film über und mit Pee Wee Herman war der 1988 veröffentlichte Film Manege frei für Pee Wee, den McEuen als ausführender Produzent betreute. In der dramatisch-komödiantischen Romanze The Big Picture von Christopher Guest arbeitete McEuen mit Kevin Bacon und Jennifer Jason Leigh zusammen. Bacon gerät in seiner Rolle an einen erfolglosen Agenten in einem Film der Kritik am Produktionssystem Hollywoods übt. McEuens letzter Film als Produzent war die schwarze Komödie Cold Dog – Zur Hölle mit dem Himmelhund (1990), bei der George Harrison der ausführende Produzent war. Cinema schrieb: „Für manche ein übersehener Kultfilm, andere wundern sich.“ 
William E. McEuen, der mit Alice McEuen verheiratet war, starb im 79. Lebensjahr in Kona auf der Insel Hawaii.

## Filmografie (Auswahl)
- 1977: Ein Kellner wie der Gast ihn liebt (The Absent-Minded Waiter) (Kurzfilm)
- 1978: Steve Martin: A Wild and Crazy Guy (Fernseh-Special)
- 1979: Reichtum ist keine Schande (The Jerk)
- 1980: Steve Martin: Comedy Is Not Pretty (Fernseh-Special)
- 1982: Tote tragen keine Karos (Dead Men Don’t Wear Plaid)
- 1983: Der Mann mit zwei Gehirnen (The Man with Two Brains)
- 1984: Ein Single kommt selten allein (The Lonely Guy)
- 1985: Pee-Wee’s irre Abenteuer (Pee-wee’s Big Adventure)
- 1988: Pulse
- 1988: Manege frei für Pee Wee (Big Top Pee-wee)
- 1989: The Big Picture
- 1990: Cold Dog – Zur Hölle mit dem Himmelhund (Cold Dog Soup)

## Auszeichnungen
- 1970: Nominierung für einen Grammy in der Kategorie „Bestes Album“ Uncle Charlie & His Dog Teddy
- 1975: Nominierung für einen Grammy in der Kategorie „Bestes Studioalbum“ Symphonion Dream
- Oscarverleihung 1978: Oscarnominierung mit und für den Film Ein Kellner wie der Gast ihn liebt in der Kategorie „Bester Kurzfilm“